# ستيفاني رايس
ستيفاني رايس لويز (بالإنجليزية: Stephanie Rice) مواليد (17 يونيو 1988) سباحة أسترالية وحاملة الرقم القياسي العالمي في 400 متر متنوع فردي سيدات، وحصل على ثلاث ميداليات ذهبية في دورة الألعاب الأولمبية الصيفية لعام 2008 في بكين، أكدت ستيفاني رايس في 9 أبريل 2014، اعتزالها.

## روابط خارجية
- ستيفاني رايس على موقع الاتحاد الدولي للسباحة (الإنجليزية)
- ستيفاني رايس على موقع SwimRankings.net (الإنجليزية)
- ستيفاني رايس على موقع قاعة مشاهير السباحة العالمية (الإنجليزية)
- ستيفاني رايس على موقع اللجنة الأولمبية الدولية (الإنجليزية)
- ستيفاني رايس على موقع أوليمبيديا (الإنجليزية)
- ستيفاني رايس على موقع اللجنة الأولمبية الأسترالية (الإنجليزية)
- ستيفاني رايس على موقع اتحاد ألعاب الكومنولث (مؤرشف) (الإنجليزية)
- ستيفاني رايس على موقع دورة ألعاب الكومنولث 2006 (مؤرشف) (الإنجليزية)